# Stefan Gruhner

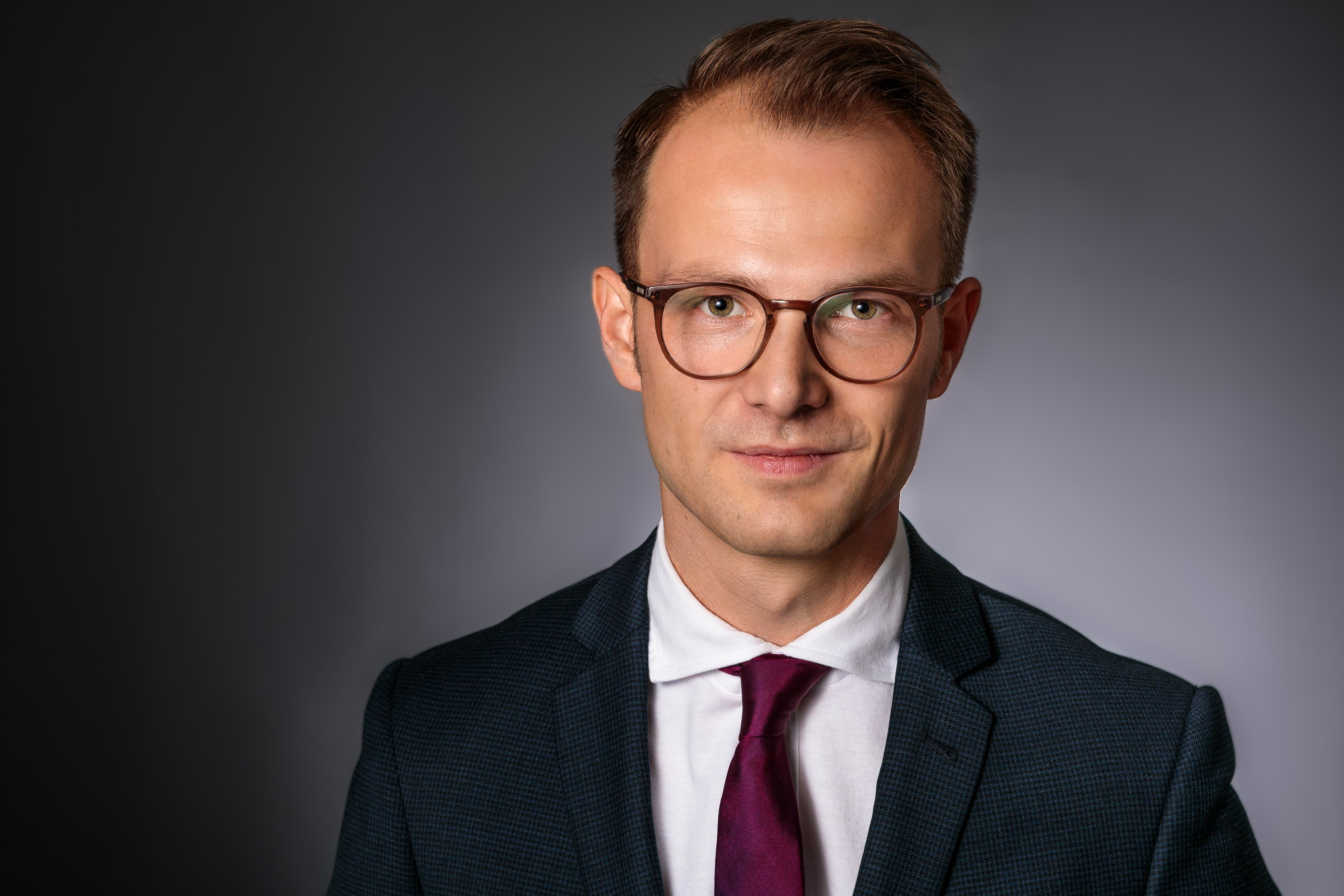
Stefan Gruhner (2018)

Stefan Gruhner (* 23. Oktober 1984 in Schleiz) ist ein deutscher Politiker (CDU). Er war von 2010 bis 2019 Landesvorsitzender der Jungen Union in Thüringen. Von 2014 bis 2019 war er Mitglied des Thüringer Landtags. Seit Dezember 2024 ist er Chef der Thüringer Staatskanzlei und Minister für Bundes- und Europaangelegenheiten, Sport und Ehrenamt im Kabinett Voigt. 

## Leben und beruflicher Werdegang
Nach dem Abitur 2003 am Dr.-Konrad-Duden-Gymnasium Schleiz leistete Gruhner von 2003 bis 2004 seinen Wehrdienst beim Pionierbataillon 722 in Gera ab. Anschließend nahm er ein Studium der Politik und Geschichte an der Friedrich-Schiller-Universität Jena auf, das er 2010 mit dem Staatsexamen abschloss. Während des Studiums schloss er sich der Burschenschaft Teutonia Jena an. Zusätzlich absolvierte er 2016/17 ein Studium an der Quadriga Hochschule Berlin und schloss dies mit dem Erwerb eines Master of Business Administration (MBA) ab.
Von 2010 bis 2013 war er Referent für politische Grundsatzfragen beim CDU-Landesverband Thüringen. Ab August 2013 war er bis zu seiner Wahl in den Thüringer Landtag persönlicher Referent der Thüringer Ministerpräsidentin Christine Lieberknecht in der Thüringer Staatskanzlei. Von Januar 2020 bis 2022 arbeitete Gruhner als Leiter der Stabsstelle „Zukunft der Volkspartei/Bund-Länder-Koordinierung/Internationale Parteibeziehungen“ in der Bundesgeschäftsstelle der CDU. Von 2022 bis 2023 war er Bundesratsreferent bei der Vertretung des Freistaates Thüringen beim Bund. Von März 2023 bis Dezember 2024 war er Fraktionsgeschäftsführer der CDU-Fraktion im Thüringer Landtag.

## Politik

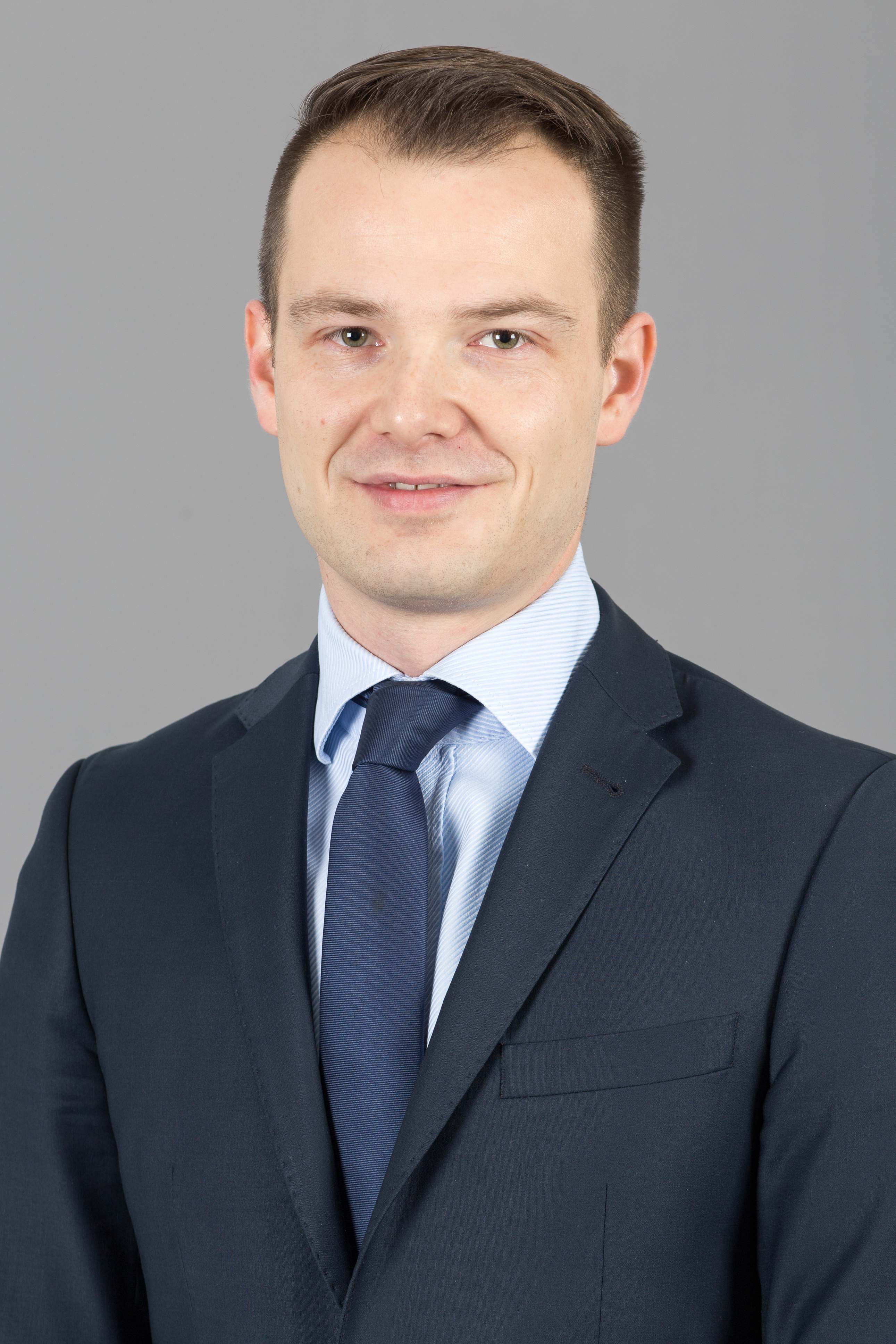
Stefan Gruhner (2016)

Gruhner trat 1999 der Jungen Union und 2002 der CDU bei. Von 2006 bis 2010 war er Mitglied des Bundesvorstands der Jungen Union Deutschlands. Er wurde 2009 CDU-Kreisvorsitzender im Saale-Orla-Kreis und war von 2010 bis 2019 Landesvorsitzender der Jungen Union.
Seit 2004 ist Gruhner Kreistagsmitglied im Saale-Orla-Kreis. Dort leitete er von 2009 bis 2012 als Vorsitzender den Kreistagsausschuss für Bildung, Kultur und Sport; 2012 wurde er Vorsitzender der CDU-Fraktion. Bei der Landtagswahl in Thüringen 2014 errang er das Direktmandat im Wahlkreis Saale-Orla-Kreis I und zog in den Thüringer Landtag ein. Von 2018 bis 2019 war er Vorsitzender der Internationalen Kommission der Jungen Union Deutschlands für Außen-, Europa- und Sicherheitspolitik.
Seit November 2018 ist er stellvertretender Vorsitzender der International Young Democrat Union. Im Januar 2019 kündigte er seine Kandidatur um den Bundesvorsitz der Jungen Union als Nachfolger von Paul Ziemiak an. Bei der Wahl auf dem außerordentlichen Parteitag am 16. März unterlag er Tilman Kuban.
Bei der Landtagswahl in Thüringen 2019 verlor Gruhner das Direktmandat in seinem Wahlkreis Saale-Orla-Kreis I an den AfD-Kandidaten Uwe Thrum, die Landesliste seiner Partei fand aufgrund der Anzahl der Direktmandate keine Berücksichtigung.
Am 13. Dezember 2024 wurde Gruhner zum Chef der Thüringer Staatskanzlei und zum Minister für Bundes- und Europaangelegenheiten, Sport und Ehrenamt im Kabinett Voigt ernannt. 